# Nauw van Calais (zeestraat)

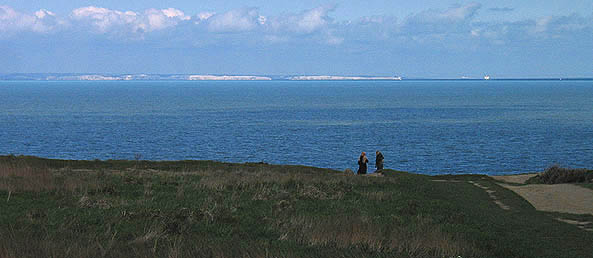
Zicht op de krijtrotsen van Dover vanaf Cap Gris-Nez

Het Nauw van Calais (verouderd: Nauw van Kales), is een zeestraat die het smalste gedeelte vormt van Het Kanaal, de zeeverbinding tussen het vasteland van Europa en Groot-Brittannië.
In het Frans wordt deze zeestraat Pas de Calais genoemd; in het Engels Strait of Dover (vandaar de in het Nederlands minder gebruikelijke naam Straat van Dover).
Het Nauw van Calais verbindt de rest van Het Kanaal met de Noordzee en is de drukst bevaren zeeroute ter wereld. Er kunnen tot 800 schepen per dag doorvaren. Bovendien bestaan er drukke veerdiensten tussen beide oevers van het Nauw van Calais. Sinds 1994 loopt een groot deel van het verkeer tussen het vasteland en Engeland door de Kanaaltunnel die onder de zeestraat loopt. Toch blijven de havens van Calais (Frankrijk) en Dover (Engeland) tot de drukste passagiershavens ter wereld behoren.

## Ligging
Volgens definities van de Internationale Hydrografische Organisatie wordt het Nauw van Calais aan de oostzijde begrensd door de Frans-Belgische grens op het vasteland, en de kaap North Foreland in Groot-Brittannië. In het westen ligt de begrenzing bij de kapen Cap d'Ailly (nabij Dieppe) en Beachy Head (nabij Eastbourne). De afstand oost-west bedraagt 167 km. De minimale breedte is 33,1 km, tussen de rots van South Foreland bij Dover en Cap Gris-Nez in Frankrijk. Het bevaarbare gedeelte is daar echter niet breder dan 28 km.
De zeestraat is amper 20 tot 30 meter diep. Bovendien bevinden zich op de bodem onderzeese duinen, die zich onder invloed van de stroming en het getij verplaatsen (tot 70 m per jaar).

## Ontstaan van het Nauw van Calais
Het Nauw van Calais is ontstaan door erosie en is als zeestraat naar geologische maatstaven een jong fenomeen. Omtrent de ouderdom zijn de geologen verdeeld; die varieert tussen een half miljoen en ongeveer 130.000 jaar. De Britse eilanden maken geologisch gezien deel uit van het Europese continent. De kalkkliffen stammen hoofdzakelijk uit het Onder-Krijt - zo'n 100 miljoen jaar geleden. Ze zijn licht geplooid geraakt in het Tertiair (vanaf 65 miljoen jaar geleden) - het Nauw van Calais doorsnijdt de Weald-Artoisanticline in de kalk. Geologisch is het bestaan van een zeestraat op deze plek merkwaardig omdat het hele gebied reeds zeer lang langzaam omhoog komt.

### Laatste ijstijd
Als de zeespiegel laag genoeg staat – zoals tijdens glacialen het geval is – vallen het Kanaal en de Noordzee goeddeels droog en maken de Britse Eilanden deel uit van het vasteland van Europa.
Dit was in het Nauw van Calais het geval van zo'n 110.000 tot zo'n 12.000 jaar geleden.
Het Nauw van Calais was een breed kloofdal waardoorheen de Rijn stroomde. De Maas, Schelde en Theems waren toen zijrivieren van de Rijn. In het Kanaalgebied kwamen daar nog de Franse rivieren Seine en Somme en kleinere Zuid-Engelse rivieren bij. Deze situatie veranderde toen de zeespiegel (weer) steeg na de laatste ijstijd, het Weichselien. Rond 12.000 jaar geleden was het Nauw van Calais weer zeestraat geworden. Vanaf rond 8000 jaar geleden was de verbinding tussen Noordzee en Het Kanaal zoals nu.

### Eerdere ijstijden

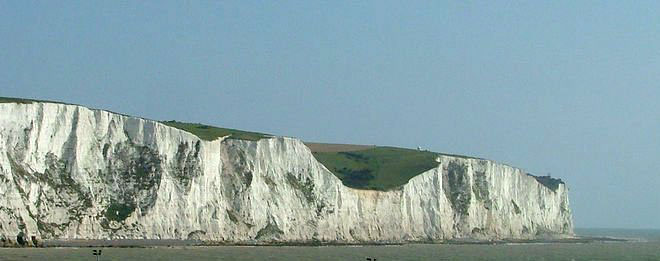
De krijtrotsen van Dover

Als verbinding tussen Het Kanaal en Noordzee is het Nauw van Calais ontstaan in eerdere glacialen. De ijskappen waren toen groter dan tijdens het Weichselien. Tot aan de grote glacialen in het Midden Pleistoceen bestond het Nauw van Calais niet (althans niet op deze plaats), maar liepen de kalkrotsen van Calais en Dover als een rug van land door. Ten zuidwesten ervan lag Het Kanaal als een grote baai waarin de Seine en Somme uitmondden. In die periode waren de Britse eilanden dus een schiereiland van het Europese vasteland.
Op de hoogtepunten van deze glacialen bedekten grote ijskappen Scandinavië, Schotland en de Noordzee ertussen. Volgens een van de theorieën over het ontstaan van het Nauw van Calais ontstond aan het einde van het Elsterien door de afdammende werking van het ijs en het vele smeltwater een groot zoetwatermeer in het zuidelijk deel van wat nu de Noordzee is. Dit smeltwater zocht een uitweg en vond dat in het gebied tussen Dover en Calais. Tussen 450.000 en 150.000 jaar geleden (het Saalien en het Elsterien), zou daardoor twee keer (resp. 425.000 en 225.000 geleden) een catastrofale doorbraak van de landbrug zijn ontstaan. Uiteindelijk ontstond daardoor het huidige Nauw van Calais, met de kenmerkende witte kalkkliffen aan weerszijden. Door inwerking van golven op de zachte kalksteen verbreedde de kloof zich steeds meer, een proces dat tot op de dag van vandaag doorgaat.